# 柳斯卡里蒂山 (庫斯科-普諾)
13°43′31″S 70°43′55″W / 13.72528°S 70.73194°W
柳斯卡里蒂山（Llusca Ritti），是秘魯的山峰，位於該國南部庫斯科大區的基斯皮坎奇省和普諾大區的卡拉瓦亞省，屬於安第斯山脈的一部分，海拔高度約5,200米。